# Krogulec siwobrzuchy
Krogulec siwobrzuchy (Tachyspiza poliogaster) – gatunek średniej wielkości ptaka drapieżnego z rodziny jastrzębiowatych (Accipitridae), zamieszkujący Amerykę Południową. Bliski zagrożenia wyginięciem.

## Systematyka
Takson po raz pierwszy opisany przez Temmincka w 1824 roku pod nazwą Falco poliogaster. Jako lokalizację holotypu autor wskazał São Paulo w Brazylii. Takson monotypowy, nie wyróżniono podgatunków. Młodociane osobniki tego gatunku, charakteryzujące się odmiennym od dorosłych upierzeniem, zostały błędnie opisane przez Bonapartego w 1850 roku jako nowy gatunek Accipiter pectoralis.

## Występowanie
Krogulce siwobrzuche żyją w gęstych lasach Ameryki Południowej, zazwyczaj na wysokościach do 500–600 m n.p.m. Występują w Kolumbii, Wenezueli, Gujanie, Surinamie, Gujanie Francuskiej, Brazylii, Ekwadorze, Peru, Paragwaju, Boliwii i północnej Argentynie.

## Morfologia
Jego grzbiet ma odcienie od ciemnoszarego do brązowego. Brzuch i klatka piersiowa biała, nogi i woskówka żółte, ogon czarno-szary, policzki czarne lub szare, oczy pomarańczowe. Osobniki tego gatunku osiągają długość ciała 38–50 cm, rozpiętość skrzydeł wynosi 69–84 cm. Samica jest o 4–21% większa od samca.

## Zachowanie
Jest to ptak częściowo wędrowny. Żywi się małymi ptakami.

## Status
Międzynarodowa Unia Ochrony Przyrody (IUCN) uznaje krogulca siwobrzuchego za gatunek bliski zagrożenia (NT – near threatened). Liczebność populacji, według szacunków, zawiera się w przedziale 1000 – 10 000 osobników. Trend liczebności populacji uznaje się za wzrostowy. Głównym zagrożeniem dla gatunku jest wylesianie Amazonii.